# Артис, Занаги
Занаги Артис (англ. Zanagee Artis; род. в 2000 или 2001 году) — американский экологический активист в борьбе с изменением климата. Он стал известен после того, как в 2017 году стал соучредителем молодёжной группы климатических активистов Zero Hour. С 2021 года Артис исполняет обязанности директора по политике организации Zero Hour.

## Биография
В старших классах он основал в своей школе Комитет по устойчивому развитию, который превратился в Зелёную команду. Летом 2017 года между младшими и старшими классами средней школы он посещал программу в Принстонском университете. Артис начал проводить мировую программу после разговора с другими экологическими активистами Джейми Марголином и Мадлен Тью. Они и другие молодёжные активисты сформировали организацию Zero Hour. Организация борется против колониализма, капитализма, расизма и патриархата, считая это основными причинами изменения климата.
В июле 2018 года в Вашингтоне (округ Колумбия, США) Zero Hour организовал Молодёжный климатический марш. Артис, работая директором по логистике, спланировал главное мероприятие и cкоординировал его с полицией Капитолия США. Артис заявляет: "Это стало настоящей отправной точкой для нашего движения, а также вдохновило молодых людей по всему миру. На создание книги Греты Тунберг «Пятница во имя будущего» на самом деле вдохновил Молодёжный климатический марш.
Впоследствии Артис работал с Движением восхода солнца организовывая климатические забастовками в сентябре и ноябре 2019 года. В сентябре 2020 года он заявил, что Zero Hour сместил акцент на образование. Во время президентских выборов в США в 2020 году Артис в качестве политического директора возглавлял кампанию # Vote4OurFuture. Кампания была сосредоточена на колеблющихся штатах, таких как Мичиган и Пенсильвания, с целью увеличения явки избирателей в поддержку нового курса зелёных. Артис заявил: «Мы хотим, чтобы изменение климата было главным приоритетом в сознании людей, когда они собираются на избирательные участки, потому что это повлияет на многих людей в этих городах».

## Личное
Артис вырос в Клинтоне, штат Коннектикут. Он считает, что детство, проведённое в парке штата Хаммонассет-Бич, воодушевило его начать защищать окружающую среду. В 2018 году Артис поступил на юридический факультет в Брауновский университет. Он является членом братства Zeta Delta Xi.